# Vertigo heldi
Vertigo heldi is een slakkensoort uit de familie van de Vertiginidae. De wetenschappelijke naam van de soort is voor het eerst geldig gepubliceerd in 1877 door Clessin.